# Danh sách cầu thủ tham dự Giải vô địch bóng đá nữ châu Phi 2014
Đây là danh sách các đội hình tham dự Giải vô địch bóng đá nữ châu Phi 2014.

## Bảng A

### Bờ Biển Ngà
Đội hình được công bố vào ngày 19 tháng 9 năm 2014.
Huấn luyện viên: Clémentine Touré
| Số | Vt | Cầu thủ                | Ngày sinh (tuổi)            | Số trận | Câu lạc bộ           |
| -- | -- | ---------------------- | --------------------------- | ------- | -------------------- |
| 1  | TM | Lydie Saki             | 22 tháng 12, 1984 (29 tuổi) |         | Juventus Yopuogon    |
| 2  | HV | Fatou Coulibaly        | 13 tháng 2, 1987 (27 tuổi)  |         | Juventus Yopuogon    |
| 3  | HV | Djelika Coulibaly      | 22 tháng 2, 1984 (30 tuổi)  |         | Juventus Yopuogon    |
| 4  | TV | Nina Kpaho             | 30 tháng 12, 1996 (17 tuổi) |         | Juventus Yopuogon    |
| 5  | HV | Mariam Diakité         | 11 tháng 4, 1995 (19 tuổi)  |         | ES Abobo             |
| 6  | TV | Rita Akaffou           | 5 tháng 12, 1986 (27 tuổi)  |         | Juventus Yopuogon    |
| 7  | TĐ | Nadege Essoh           | 5 tháng 5, 1990 (24 tuổi)   |         | Juventus Yopuogon    |
| 8  | TĐ | Ines Nrehy             | 1 tháng 10, 1993 (21 tuổi)  |         | ŽFK Spartak Subotica |
| 9  | TV | Cecile Esmei           | 20 tháng 11, 1991 (22 tuổi) |         | Subotika             |
| 10 | TĐ | Ange N'Guessan         | 18 tháng 11, 1990 (23 tuổi) |         | Omness Dabou         |
| 11 | TĐ | Rebecca Elloh          | 25 tháng 12, 1994 (19 tuổi) |         | Onze Soeurs Gagnoa   |
| 12 | TV | Ida Guehai             | 15 tháng 7, 1994 (20 tuổi)  |         | Onze Soeurs Gagnoa   |
| 13 | HV | Fernande Tchetche      | 20 tháng 6, 1988 (26 tuổi)  |         | Omness Dabou         |
| 14 | TĐ | Josée Nahi             | 29 tháng 5, 1989 (25 tuổi)  |         | Zvezda 2005 Perm     |
| 15 | TV | Christine Lohoues      | 18 tháng 10, 1992 (21 tuổi) |         | Onze Soeurs Gagnoa   |
| 16 | TM | Dominique Thiamale (c) | 20 tháng 5, 1982 (32 tuổi)  |         | Omness Dabou         |
| 17 | TV | Nadège Cissé           | 4 tháng 4, 1997 (17 tuổi)   |         | ES Abobo             |
| 18 | TV | Sabine Nogbou          | 8 tháng 6, 1990 (24 tuổi)   |         | US Saint-Maur        |
| 19 | TV | Marie Yassi            | 7 tháng 11, 1985 (28 tuổi)  |         | Atlas 5 FC           |
| 20 | HV | Chacoum Koutouan       | 29 tháng 10, 1990 (23 tuổi) |         | Stella Club          |
| 21 | TM | Cynthia Djohore        | 2 tháng 12, 1990 (23 tuổi)  |         | Onze Soeurs Gagnoa   |

### Namibia
Đội hình được công bố vào ngày 2 tháng 10 năm 2014.
Huấn luyện viên: Jaqueline Shipanga
| Số | Vt | Cầu thủ                  | Ngày sinh (tuổi)            | Số trận | Câu lạc bộ                |
| -- | -- | ------------------------ | --------------------------- | ------- | ------------------------- |
| 1  | TM | Lydia Eixas              | 7 tháng 11, 1986 (27 tuổi)  |         |                           |
| 2  | TM | Susanna Eises            | 18 tháng 1, 1991 (23 tuổi)  |         | Okahandja Beauties        |
| 3  | HV | Iina Katuta              | 16 tháng 12, 1986 (27 tuổi) |         | JS Academy                |
| 4  | HV | Uerikondjera Kasaona (c) | 13 tháng 5, 1987 (27 tuổi)  |         | 21 Brigade United         |
| 5  | TV | Lena Noreses             | 6 tháng 1, 1994 (20 tuổi)   |         | Germania Hauenhorst       |
| 6  | TV | Annouscka Kordom         | 12 tháng 8, 1997 (17 tuổi)  |         | JS Academy                |
| 7  | HV | Twelikondjela Amukoto    | 28 tháng 7, 1991 (23 tuổi)  |         |                           |
| 8  | TV | Juliana Skrywer          | 28 tháng 12, 1987 (26 tuổi) |         | Okahandja Beauties FC     |
| 9  | TV | Thomalina Adams          | 6 tháng 7, 1993 (21 tuổi)   |         | VfL Bochum                |
| 10 | TV | Zenatha Coleman          | 25 tháng 9, 1993 (21 tuổi)  |         | JS Academy                |
| 11 | TĐ | Elmarie Fredericks       | 11 tháng 8, 1986 (28 tuổi)  |         | Okahandja Beauties        |
| 12 | TĐ | Rita Williams            | 15 tháng 8, 1979 (35 tuổi)  |         |                           |
| 13 | HV | Stacey Naris             | 24 tháng 2, 1991 (23 tuổi)  |         | TuS Lipperode             |
| 14 | HV | Lorraine Jossob          | 4 tháng 5, 1993 (21 tuổi)   |         | Spfr. Neukirch            |
| 15 | TĐ | Vistoria Shangula        | 21 tháng 4, 1992 (22 tuổi)  |         | JS Academy                |
| 16 | TM | Agnes Kauzuu             | 7 tháng 7, 1979 (35 tuổi)   |         | UNAM Bokkies FC           |
| 17 | TV | Memory Ngonda            | 11 tháng 2, 1998 (16 tuổi)  |         | SOS Children's Village FC |
| 18 | TV | Shirley Cloete           | 13 tháng 1, 1982 (32 tuổi)  |         | Okahandja Beauties FC     |
| 19 | HV | Ester Amukwaya           | 18 tháng 1, 1988 (26 tuổi)  |         | UNAM Bokkies FC           |
| 20 | TV | Lovisa Mulunga           | 18 tháng 3, 1995 (19 tuổi)  |         | JS Academy                |
| 21 | HV | Veweziwa Kotjipati       | 28 tháng 9, 1992 (22 tuổi)  |         | Tus Lipperode             |

### Nigeria
Đội hình được công bố vào ngày 30 tháng 9 năm 2014.
Huấn luyện viên: Edwin Okon
| Số | Vt | Cầu thủ               | Ngày sinh (tuổi)            | Số trận | Câu lạc bộ           |
| -- | -- | --------------------- | --------------------------- | ------- | -------------------- |
| 1  | TM | Precious Dede         | 18 tháng 1, 1980 (34 tuổi)  |         | Ibom Queens          |
| 2  | TV | Evelyn Nwabuoku (c)   | 14 tháng 11, 1985 (28 tuổi) |         | Rivers Angels        |
| 3  | HV | Ngozi Ebere           | 5 tháng 8, 1991 (23 tuổi)   |         | Rivers Angels        |
| 4  | TĐ | Perpetua Nkwocha      | 3 tháng 1, 1976 (38 tuổi)   |         | Sunnanå SK           |
| 5  | HV | Onome Ebi             | 5 tháng 8, 1983 (31 tuổi)   |         | FC Minsk             |
| 6  | HV | Josephine Chukwunonye | 19 tháng 3, 1992 (22 tuổi)  |         | Rivers Angels        |
| 7  | TĐ | Stella Mbachu         | 16 tháng 4, 1978 (36 tuổi)  |         | Rivers Angels        |
| 8  | TĐ | Azizat Oshoala        | 9 tháng 10, 1994 (20 tuổi)  |         | Rivers Angels        |
| 9  | TĐ | Desire Oparanozie     | 17 tháng 12, 1993 (20 tuổi) |         | En Avant de Guingamp |
| 10 | TV | Halimatu Ayinde       | 16 tháng 5, 1995 (19 tuổi)  |         | Delta Queens         |
| 11 | TĐ | Esther Sunday         | 13 tháng 3, 1992 (22 tuổi)  |         | FC Minsk             |
| 12 | HV | Osinachi Ohale        | 21 tháng 12, 1991 (22 tuổi) |         | Houston Dash         |
| 13 | TV | Cecilia Nku           | 26 tháng 10, 1992 (21 tuổi) |         | Rivers Angels        |
| 14 | TĐ | Francisca Ordega      | 19 tháng 10, 1993 (20 tuổi) |         | Piteå IF             |
| 15 | TV | Glory Iroka           | 3 tháng 1, 1990 (24 tuổi)   |         | Rivers Angels        |
| 16 | TM | Ibubeleye Whyte       | 9 tháng 1, 1992 (22 tuổi)   |         | Rivers Angels        |
| 17 | HV | Gloria Ofoegbu        | 3 tháng 1, 1992 (22 tuổi)   |         | Rivers Angels        |
| 18 | TV | Ngozi Okobi           | 14 tháng 12, 1993 (20 tuổi) |         | Delta Queens         |
| 19 | TV | Martina Ohadugha      | 5 tháng 5, 1991 (23 tuổi)   |         | Rivers Angels        |
| 20 | HV | Ugo Njoku             | 27 tháng 11, 1994 (19 tuổi) |         | Rivers Angels        |
| 21 | TM | Christy Ohiaeriaku    | 13 tháng 12, 1996 (17 tuổi) |         | Oshogbo Queens       |

### Zambia
Đội hình được công bố vào ngày 5 tháng 10 năm 2014.
Huấn luyện viên: Charles Bwale
| Số | Vt | Cầu thủ            | Ngày sinh (tuổi)            | Số trận | Câu lạc bộ             |
| -- | -- | ------------------ | --------------------------- | ------- | ---------------------- |
| 1  | TM | Mirriam Katamanda  | 28 tháng 3, 1991 (23 tuổi)  |         | Red Arrows F.C.        |
| 2  | HV | Grace Zulu         | 13 tháng 1, 1988 (26 tuổi)  |         | Bauleni Sports Academy |
| 3  | HV | Ethel Chama        | 7 tháng 8, 1992 (22 tuổi)   |         | Green Buffaloes F.C.   |
| 4  | TV | Susan Banda        | 1 tháng 6, 1995 (19 tuổi)   |         | Red Arrows F.C.        |
| 5  | TV | Mary Mwakapila     | 5 tháng 6, 1995 (19 tuổi)   |         | Bauleni Sports Academy |
| 6  | HV | Meya Banda         | 5 tháng 7, 1991 (23 tuổi)   |         | Green Buffaloes F.C.   |
| 7  | TV | Misozi Zulu        | 11 tháng 10, 1994 (20 tuổi) |         | National Assembly F.C. |
| 8  | TV | Lweendo Chisamu    | 5 tháng 4, 1990 (24 tuổi)   |         | Chibolya Queens        |
| 9  | TĐ | Hellen Mubanga     | 17 tháng 2, 1987 (27 tuổi)  |         | Bauleni Sports Academy |
| 10 | TĐ | Noria Sosala       | 1 tháng 5, 1985 (29 tuổi)   |         | National Assembly F.C. |
| 11 | TV | Kabange Mupopo (c) | 21 tháng 9, 1992 (22 tuổi)  |         | Green Buffaloes F.C.   |
| 12 | TV | Esther Mukwasa     | 9 tháng 9, 1994 (20 tuổi)   |         | Moba Queens            |
| 13 | TV | Justina Banda      | 1 tháng 2, 1992 (22 tuổi)   |         | Olympic Centre         |
| 14 | TV | Racheal Lungu      | 13 tháng 1, 1988 (26 tuổi)  |         | Bauleni Sports Academy |
| 15 | HV | Annie Kibanji      | 4 tháng 4, 1989 (25 tuổi)   |         | Green Buffaloes F.C.   |
| 16 | TM | Hazel Nali         | 1 tháng 12, 1991 (22 tuổi)  |         | Chibolya Queens        |
| 17 | TĐ | Carol Howes        | 20 tháng 1, 1996 (18 tuổi)  |         | Balcatta FC            |
| 18 | TĐ | Nchawaka Saili     | 2 tháng 7, 1996 (18 tuổi)   |         | Bauleni Sports Academy |
| 19 | HV | Anita Mulenga      | 23 tháng 2, 1992 (22 tuổi)  |         | Green Buffaloes F.C.   |
| 20 | HV | Emelda Musonda     | 1 tháng 8, 1985 (29 tuổi)   |         | Red Arrows F.C.        |
| 21 | TM | Wendy Kunda        | 23 tháng 10, 1997 (16 tuổi) |         | Mooba Queens           |

## Bảng B

### Algérie
Đội hình được công bố vào ngày 26 tháng 9 năm 2014.
Huấn luyện viên: Azzedine Chih
| Số | Vt | Cầu thủ                 | Ngày sinh (tuổi)            | Số trận | Câu lạc bộ             |
| -- | -- | ----------------------- | --------------------------- | ------- | ---------------------- |
| 1  | TM | Kahina Takenint         | 21 tháng 5, 1991 (23 tuổi)  |         | AS Sûreté Nationale    |
| 2  | TĐ | Houria Affak            | 11 tháng 7, 1988 (26 tuổi)  |         | ASE Alger Centre       |
| 3  | HV | Houria Sedrati          | 19 tháng 3, 1989 (25 tuổi)  |         | CS Constantine         |
| 4  | HV | Fatima Sekouane (c)     | 21 tháng 5, 1983 (31 tuổi)  |         | Affak Relizane         |
| 5  | HV | Fatima Bara             | 21 tháng 2, 1990 (24 tuổi)  |         | ASE Alger Centre       |
| 6  | HV | Fayrouz Benyoub         | 12 tháng 8, 1995 (19 tuổi)  |         | AS Muret               |
| 7  | TV | Nachida Laïfa           | 17 tháng 10, 1982 (31 tuổi) |         | ASE Alger Centre       |
| 8  | TV | Lydia Mounia Miraoui    | 24 tháng 9, 1991 (23 tuổi)  |         | Claix Football Féminin |
| 9  | TĐ | Imene Merrouche         | 25 tháng 4, 1994 (20 tuổi)  |         | CS Constantine         |
| 10 | HV | Habiba Sadou            | 1 tháng 11, 1986 (27 tuổi)  |         | AS Sûreté Nationale    |
| 11 | TV | Kenza Hadjar            | 24 tháng 12, 1992 (21 tuổi) |         | USF Béjaïa             |
| 12 | HV | Keltoum Aouda           | 1 tháng 1, 1990 (24 tuổi)   |         | Affak Relizane         |
| 13 | TĐ | Mahbouba Bekkouche      | 29 tháng 4, 1984 (30 tuổi)  |         | JF Khroub              |
| 14 | TV | Myriam Yasmine Benlazar | 9 tháng 6, 1995 (19 tuổi)   |         | Toulouse FC            |
| 15 | TV | Fethia Bekhedda         | 9 tháng 7, 1990 (24 tuổi)   |         | Affak Relizane         |
| 16 | TM | Asma Adda Chaïb         | 23 tháng 3, 1991 (23 tuổi)  |         | CS Constantine         |
| 17 | TV | Siham Boutechiche       | 6 tháng 1, 1980 (34 tuổi)   |         | ASE Alger Centre       |
| 18 | HV | Khadidja Khelifouche    | 1 tháng 1, 1990 (24 tuổi)   |         | ASE Alger Centre       |
| 19 | TĐ | Naïma Benziane Bouheni  | 23 tháng 10, 1985 (28 tuổi) |         | Affak Relizane         |
| 20 | TV | Sabrina Labiod          | 17 tháng 6, 1986 (28 tuổi)  |         | AS Muret               |
| 21 | TM | Nadia Mazouz            |                             |         | JF Khroub              |

### Cameroon
Đội hình được công bố vào ngày 4 tháng 10 năm 2014.
Huấn luyện viên: Enow Ngatchou
| Số | Vt | Cầu thủ              | Ngày sinh (tuổi)            | Số trận | Câu lạc bộ             |
| -- | -- | -------------------- | --------------------------- | ------- | ---------------------- |
| 1  | TM | Annette Ngo Ndom     | 2 tháng 6, 1985 (29 tuổi)   |         | Union Nové Zámky       |
| 2  | TĐ | Christine Manie (c)  | 4 tháng 5, 1984 (30 tuổi)   |         | CFF Olimpia Cluj       |
| 3  | TĐ | Njoya Nkout          | 12 tháng 1, 1993 (21 tuổi)  |         | AS Police              |
| 4  | HV | Yvonne Leuko         | 20 tháng 11, 1991 (22 tuổi) |         | Arras Football         |
| 5  | HV | Augustine Ejangue    | 19 tháng 1, 1989 (25 tuổi)  |         | Amazon Grimstad        |
| 6  | TV | Francine Zouga       | 9 tháng 11, 1987 (26 tuổi)  |         | Montpellier HSC        |
| 7  | TĐ | Gabrielle Onguene    | 25 tháng 2, 1989 (25 tuổi)  |         | Louves Minproff        |
| 8  | TV | Raissa Feudjio       | 29 tháng 10, 1995 (18 tuổi) |         | Trabzonspor            |
| 9  | TĐ | Madeleine Ngono Mani | 16 tháng 10, 1983 (30 tuổi) |         | Claix Football Féminin |
| 10 | TV | Jeannette Yango      | 12 tháng 6, 1993 (21 tuổi)  |         | FF Yzeure              |
| 11 | TV | Adrienne Iven        | 9 tháng 3, 1983 (31 tuổi)   |         | Louves Minproff        |
| 12 | TV | Genevieve Ngo        | 10 tháng 3, 1993 (21 tuổi)  |         | Caïman                 |
| 13 | HV | Cathy Bou Ndjouh     | 7 tháng 11, 1987 (26 tuổi)  |         | Rivers Angels          |
| 14 | TV | Balbine Mendoua      | 9 tháng 8, 1993 (21 tuổi)   |         | Ataşehir Belediyespor  |
| 15 | HV | Ysis Sonkeng         | 20 tháng 9, 1989 (25 tuổi)  |         | Louves Minproff        |
| 16 | TM | Thècle Mbororo       | 24 tháng 9, 1989 (25 tuổi)  |         | Panther Security       |
| 17 | TĐ | Gaëlle Enganamouit   | 9 tháng 6, 1992 (22 tuổi)   |         | Eskilstuna United DFF  |
| 18 | TV | Henriette Akaba      | 7 tháng 6, 1992 (22 tuổi)   |         | Louves Minproff        |
| 19 | HV | Rita Wanki Awachwi   | 6 tháng 1, 1994 (20 tuổi)   |         | Locomotive FC          |
| 20 | TM | Flore Enyegue        | 9 tháng 7, 1991 (23 tuổi)   |         | AS Police              |
| 21 | TĐ | Rose Bella           | 5 tháng 5, 1994 (20 tuổi)   |         | AS Police              |

### Ghana
Đội hình được công bố vào ngày 27 tháng 9 năm 2014.
Huấn luyện viên: Yusif Basigi
| Số | Vt | Cầu thủ           | Ngày sinh (tuổi)            | Số trận | Câu lạc bộ           |
| -- | -- | ----------------- | --------------------------- | ------- | -------------------- |
| 1  | TM | Fafali Dumehasi   | 25 tháng 12, 1993 (20 tuổi) |         | Police Accra         |
| 2  | TV | Hillia Kobblah    | 7 tháng 7, 1991 (23 tuổi)   |         | Faith Ladies         |
| 3  | TV | Mary Berko        | 1 tháng 6, 1988 (26 tuổi)   |         | Police Accra         |
| 4  | HV | Janet Egyir       | 7 tháng 5, 1992 (22 tuổi)   |         | Hasaacas Ladies      |
| 5  | TĐ | Faiza Ibrahim     | 22 tháng 3, 1990 (24 tuổi)  |         | Police Accra         |
| 6  | TĐ | Elizabeth Cudjoe  | 17 tháng 10, 1992 (21 tuổi) |         | Hasaacas Ladies      |
| 7  | TV | Agnes Quaye       | 5 tháng 10, 1989 (25 tuổi)  |         | Immigration Accra    |
| 8  | HV | Juliet Acheampong | 11 tháng 7, 1991 (23 tuổi)  |         | Ashtown Ladies       |
| 9  | TĐ | Samira Suleman    | 16 tháng 8, 1991 (23 tuổi)  |         | Hasaacas Ladies      |
| 10 | HV | Grace Asare       | 27 tháng 10, 1974 (39 tuổi) |         | Reformers Ladies     |
| 11 | HV | Cynthia Adobea    | 1 tháng 8, 1990 (24 tuổi)   |         | Reformers Ladies     |
| 12 | TĐ | Agnes Aduako      | 25 tháng 12, 1989 (24 tuổi) |         | Fabulous Ladies      |
| 13 | TĐ | Leticia Zikpi (c) | 12 tháng 2, 1986 (28 tuổi)  |         | Immigration Accra    |
| 14 | HV | Mercy Myles       | 2 tháng 5, 1992 (22 tuổi)   |         | Reformers Ladies     |
| 15 | HV | Rosemary Ampem    | 27 tháng 8, 1992 (22 tuổi)  |         | Immigration Accra    |
| 16 | TM | Nana Asantewaa    | 23 tháng 12, 1993 (20 tuổi) |         | Police Accra         |
| 17 | TV | Portia Boakye     | 17 tháng 4, 1989 (25 tuổi)  |         | Fabulous Ladies      |
| 18 | TV | Mary Essiful      | 22 tháng 6, 1993 (21 tuổi)  |         | Intellectuals Ladies |
| 19 | TĐ | Diana Ankomah     | 19 tháng 9, 1989 (25 tuổi)  |         | Police Accra         |
| 20 | HV | Linda Eshun       | 5 tháng 8, 1992 (22 tuổi)   |         | Hasaacas Ladies      |
| 21 | TM | Patricia Mantey   | 27 tháng 8, 1992 (22 tuổi)  |         | Immigration Accra    |

### Nam Phi
Đội hình được công bố vào ngày 30 tháng 9 năm 2014.
Huấn luyện viên: Vera Pauw
| Số | Vt | Cầu thủ            | Ngày sinh (tuổi)            | Số trận | Câu lạc bộ                  |
| -- | -- | ------------------ | --------------------------- | ------- | --------------------------- |
| 1  | TM | Andile Dlamini     | 2 tháng 9, 1992 (22 tuổi)   |         | Mamelodi Sundowns F.C.      |
| 2  | HV | Simphiwe Dludlu    | 21 tháng 9, 1987 (27 tuổi)  |         | TUKS Ladies FC              |
| 3  | HV | Nothando Vilakazi  | 28 tháng 10, 1988 (25 tuổi) |         | Palace Super Falcons        |
| 4  | HV | Noko Matlou        | 30 tháng 9, 1985 (29 tuổi)  |         | Ma-Indies FC                |
| 5  | HV | Janine Van Wyk (c) | 17 tháng 4, 1987 (27 tuổi)  |         | JVW FC                      |
| 6  | TV | Mamello Makhabane  | 24 tháng 2, 1988 (26 tuổi)  |         | Palace Super Falcons        |
| 7  | HV | Lebogang Mabatle   | 3 tháng 3, 1992 (22 tuổi)   |         | University of Pretoria F.C. |
| 8  | HV | Lebogang Ramalepe  | 3 tháng 12, 1991 (22 tuổi)  |         | Ma-Indies FC                |
| 9  | TV | Amanda Dlamini     | 22 tháng 7, 1988 (26 tuổi)  |         | University of Johannesburg  |
| 10 | TĐ | Silindile Ngubane  | 25 tháng 3, 1987 (27 tuổi)  |         | Durban Ladies FC            |
| 11 | TĐ | Thembi Kgatlana    |                             |         | TUT                         |
| 12 | TĐ | Portia Modise      | 20 tháng 6, 1983 (31 tuổi)  |         | Croesus FC                  |
| 13 | HV | Gloria Thato       | 11 tháng 1, 1989 (25 tuổi)  |         | University of Pretoria F.C. |
| 14 | TV | Sanah Mollo        | 30 tháng 1, 1987 (27 tuổi)  |         | Mamelodi Sundowns F.C.      |
| 15 | TV | Refiloe Jane       | 4 tháng 8, 1992 (22 tuổi)   |         | VUT Ladies                  |
| 16 | TM | Roxanne Barker     | 6 tháng 5, 1991 (23 tuổi)   |         | Þór/KA                      |
| 17 | TV | Leandra Smeda      | 22 tháng 7, 1989 (25 tuổi)  |         | UWC Ladies                  |
| 18 | TV | Mpumi Nyandeni     | 19 tháng 8, 1987 (27 tuổi)  |         | JVW FC                      |
| 19 | TĐ | Ode Fulutudilu     | 2 tháng 6, 1990 (24 tuổi)   |         | Spurs Ladies FC             |
| 20 | TĐ | Shiwe Nongwanya    | 7 tháng 3, 1994 (20 tuổi)   |         | Bloemfontein Celtics Ladies |
| 21 | TM | Thokozile Mndaweni | 8 tháng 8, 1981 (33 tuổi)   |         | Croesus FC                  |